# Симеон (Лукач)
Симеон Лукач (7 липня 1893, Старуня — 22 серпня 1964, Старуня) — релігійний діяч, педагог, підпільний єпископ Української греко-католицької церкви (УГКЦ). Проголошений блаженним 27 червня 2001 року.

## Життєпис
Народився Симеон Лукач 7 липня 1893 року в селі Старуня Богородчанського повіту (донедавна Солотвинського району Івано-Франківської області). Допитливий селянський син мав величезний нахил до науки. Ще коли навчався в школі в рідному селі, а згодом — в Богородчанах, два роки навчання зарахували за три.
У Коломийській гімназії[якій?] вчився так добре, що завоював популярність як репетитор, і завдяки репетиторству міг самостійно оплатити навчання. А навчаючись у духовній семінарії, куди вступив 1913 року, став зразком молитовності. Щоправда, через Першу світову війну навчання у семінарії вдалося закінчити лише 1919 року.
Згодом, коли був уже священником в с. Лядське Шляхоцьке біля Тлумача с. Липівка, Симеона Лукача в грудні 1920 року призначили викладачем в рідній Станіславівській духовній семінарії, де працював до квітня 1945 р. На той час у семінарії був високий рівень викладацького складу. Серед викладачів тільки о. Симеон Лукач, який викладав моральне богослів'я та був духівником, не був доктором наук. Його лекції, спосіб життя, проповіді стали справжнім зразком священичого ідеалу. Отця Симеона потай від нього називали «магістром моральності».
Відчуваючи небезпеку для УГКЦ, перед своїм арештом блаженний єпископ Григорій (Хомишин) весною 1945 року таємно висвятив о. Симеона та ще двох осіб на єпископів. Оскільки свячення були повністю таємні, енкаведисти не знали про них і не заарештували нових єпископів одразу.
```
Владика Симеон (Лукач) став одним з найактивніших керівників підпілля УГКЦ.
```

### Служіння
У своєму життєписі він згадує: 
```
«Я не відмовляв їх (
йдеться про людей, якими опікувався — Авт.
) просьбі, одначе не вимагав від нікого ніяких грошей, хіба приймав від декотрих милостиню, звичайно, в натурі. Якщо наполягали, щоби прийняти, часто поручав дати ту жертву якомусь убогому». 
```

Переслідуваний владою, владика Симеон перебрався до рідного села, де жив у брата Василя до кінця лютого 1949 року. Не припиняв виконувати священичих обов'язків, душпастирювати. В Старуні відправляв Службу Божу спочатку в церкві, а пізніше — підпільно у своєму помешканні. В лютому 1949 року його викликали в сільську раду, погрожуючи виселенням із села. Тимчасово владики переїхав до Надвірної.
Саме там за активну священичу працю та відмову перейти на «державне» православ'я його і заарештували працівники НКВД в жовтні 1949 року. Репресивна машина квапилася ізолювати небезпечного провідника якнайшвидше, не встигаючи навіть вчасно підготувати юридичну санкцію на арешт: ордер видали пізніше.

### Арешт
У постанові про решт від 27 жовтня 1949 року Симеону Лукачу інкримінували: 
«Після вигнання окупантів, будучи активним прибічником Ватикану, у 1945—1946 рр. в період возз'єднання Греко-католицької церкви з Російською православною церквою, виступив проти возз'єднання і перейшов на нелегальне становище».
30 грудня 1949 року термін слідства продовжили, мотивувавши це тим, що в: 
```
«останній час отримано дані, які свідчать про те, що Лукач Семен, будучи прихильником Ватикану, був нелегальним єпископом Греко-Католицької Церкви в Станиславівській області і керував антирадянською діяльністю, яка здійснювалася уніатським підпіллям».
```

Слідча справа № 7115 — приклад надзвичайного духовного подвигу владики Симеона (Лукача). На допитах він зізнався в душпастирській праці, але категорично відмовився назвати імена членів катакомбної Церкви. У протоколі його допиту записано:
```
«Я відправляв Службу Божу на квартирі й по деяких хатах, де бувало від однієї до тридцяти осіб... Також уділяв хрещення і вінчання... Одначе совість не дозволяє мені згадати імен, щоби через мене не терпіли ті люди, що шукали в мене духовної послуги. Я чинив із вірою, що служу Божій справі, тому наразився на небезпеку попасти в колізію з державним законом. Оскільки держава визнає мене винним, сам хочу нести відповідальність».
```

Хтось підрахував, що при арешті допитів було 16 (можливо, йдеться про кількість протоколів. Щоб зламати людину, не вибирали методів допиту, і тоді не завжди складали протокол — Авт.). Жодним словом єпископ на цих допитах не зрадив віри і не назвав ні одного імені тих людей, якими опікувався. Вчитайтеся в слова протоколу:
```
 «... Одначе совість не дозволяє мені згадати імена, щоби через мене не терпіли ті люди, що шукали в мене духовної послуги».
```

Засуджений на початку 1950 року на 10 років. Попри слабке здоров'я його скерували на непосильну роботу в табори Красноярського краю. Працював на лісоповалі. Витримав, щоб після звільнення 11 лютого 1955 року знову взятися за роботу — працю священика з щоденним служінням Богові й людям. Не став підліковуватись чи «сидіти тихо», як йому пропонували. Як інтелектуал, писав книгу «Ложні пророки». Таємно проводив навчання для майбутніх священиків… І їхав чи йшов всюди, де на нього чекали вірні.
Вдруге був заарештований у липні 1962 року. Після обшуку і конфіскації всіх речей, владику Симеона відіслали в тюрму до Івано-Франківська. Тут з ним зустрівся молодий хлопець Михайло Косило, який чекав свого відправлення на етап. Використовуючи нагоду, в пересильній тюрмі, владика читав йому лекції з морального богослов'я. З часом Михайло Косило став одним з найактивніших підпільних греко-католицьких священників на Прикарпатті.
Справу владики Лукача об'єднали зі справою іншого підпільного єпископа УГКЦ, яких свого часу разом хіротонізували, — Івана (Слезюка) (на сьогодні мощі обидвох єпископів виставлені для вшанування в крипті греко-католицького собору в Івано-Франківську — Авт.). 22–23 жовтня 1962 року в Станіславові (Івано-Франківську) відбувся судовий процес у справі Лукача і Слезюка, що перетворився на показову пропаганду атеїзму. Вочевидь, він був спеціально приурочений до початку Другого Ватиканського собору в Римі, щоб показати всьому світові, що з Греко-католицькою церквою в Україні покінчено.
69-літньому єпископові Симеону інкримінували: «Підсудний Лукач разом з керівництвом нелегальною діяльністю уніатськими священиками на Станіславівщині складав рукописи релігійного характеру та розповсюджував їх серед уніатських священиків, віруючих і монахів з метою поширення католицизму, чого і не заперечував на судовому засіданні». Причина присуду сформульована так: «…Як небезпека вчиненого злочину, так і нерозкаяність після першого засуду — заявив, що залишається на тих же позиціях». Присуд на підставі ст.209 ч.1 КК УРСР позбавляв єпископа волі на 5 років. Навіть судді були вражені силою волі цієї хворої, але незламної людини.

### Хвороба і смерть
Ув'язнення єпископ Симеон (Лукач) відбував у Станіславівській тюрмі. У в'язниці владика важко захворів. Тюремні лікарі визначили, що це астма. Насправді ж, це був туберкульоз легень.
У березні 1964 року через критичний стан здоров'я тюремники привезли владику Симеона помирати в рідне село Старуня. Незважаючи на важку хворобу, єпископ виконував свої священичі обов'язки: щодня служив Літургію, сповідав людей, суворо дотримувався посту.
22 серпня 1964 року помер в селі Старуня, де й похований.
На початку 90-х років XX століття православна громада с. Старуня перейшла у повному складі в лоно УГКЦ, а вже влітку 1991 року на кошти громади єпископові Симеону (Лукачу) звели пам'ятник біля церкви. Іменем єпископа названа і одна з сільських вулиць. Громада високо оцінила свого душпастиря, що був для неї не просто священиком, а, як і в ті далекі роки для семінарії, «магістром моральності».

## Беатифікація
У червні 2001 року Папа Іван Павло ІІ проголосив єпископа Симеона (Лукача) блаженним.
2003 року затверджена і освячена ікона блаженного Симеона в м. Надвірна.
…"Дивні діла Твої, Господи.."… Гідні подиву і шляхи, якими йде людина до святості. Йде не тільки сама, а й веде за собою інших, заохочуючи їх своїм ставленням до віри, відданістю Богу, прикладом свого життя веде людей здобувати Царство Боже.

## Вшанування
У селі Старуня Івано-Франківської області заснували Відпустовий центр на честь блаженномученика Симеона Лукача.
У місті Івано-Франківськ будується церква святого Симеона Лукача.